# I Ain’t Gonna Give Nobody None o’ This Jelly-Roll

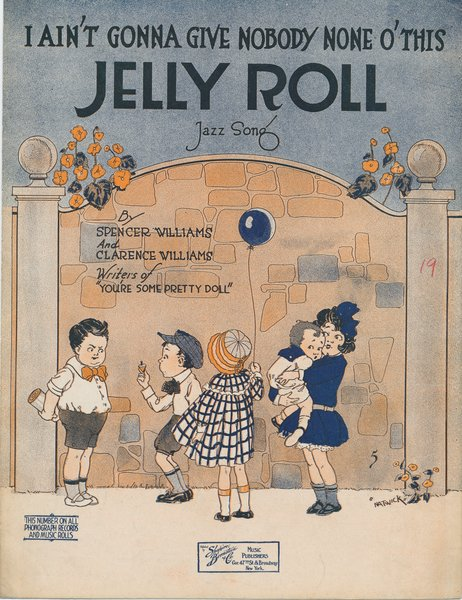
Deckblatt der Noten von I Ain’t Gonna Give Nobody None o’ This Jelly-Roll (1919)

I Ain’t Gonna Give Nobody None o’ This Jelly-Roll (auch I Ain’t Gonna Give Nobody None of My Jelly-Roll) ist ein Song, den Spencer Williams und Clarence Williams verfassten und 1919 im Musikverlag Williams und Piron in New Orleans bzw. bei Shapiro, Bernstein & Co. in New York veröffentlichten. Er wurde ab den 1930er-Jahren zu einem populären Jazzstandard bei Dixieland- und Revivalbands.

## Hintergrund
Es wird spekuliert, dass Spencer Williams alleine Urheber des Songs (wie auch der ebenfalls 1919 veröffentlichten Titel Royal Garden Blues und Yama Yama Blues) war und mit Clarence Williams lediglich das Urheberrecht teilte.
Der dialektgefärbte Song hatte einen anzüglichen und andeutungsreichen Text; Jelly Roll war zu dieser Zeit Blues-Slang für das weibliche Geschlechtsorgan. Das Jelly-Roll-Motiv findet sich auch in weiteren Bluessongs der Zeit, wie Nobody in Town Can a Jelly Roll Like Mine (Bessie Smith, 1923), Your Jelly Roll Is Good (But It Ain’t As Good As Mine) (Shelton Brooks) und Jelly Roll Blues von Jelly Roll Morton, ferner in Jelly Wippin' Blues (Tampa Red, 1928), You'll Never Miss Your Jelly till Your Jelly Roller's Gone (Lil Johnson, 1929) und I Got the Best Jelly Roll in Town (Lonnie Johnson, 1930).

## Erste Aufnahmen und spätere Coverversionen
Erste Plattenaufnahmen des Songs legten ab 1919 Wilbur Sweatman (Columbia), das Ford Dabney Novelty Orchestra (Æolian), Mamie Smith (OKeh) und Emmett Miller’s Georgia Crackers (OKeh) vor, gefolgt von Coverversionen, die in den 30er- und 40er-Jahren u. a.  vom Mezz Mezzrow/Tommy Ladnier Quintett, Eddie Condon, Bud Freeman, Sidney Bechet, George Lewis, Miff Mole, Bunk Johnson, Muggsy Spanier, Pee Wee Russell, Lu Watters, Earl Hines, Fats Pichon, Claude Luter, Bob Scobey, Graeme Bell, Bus Moten und der Dutch Swing College Band  eingespielt wurden. Clarence Williams selbst nahm den Song erst 1934 auf (Vocalion 2805). Der Diskograf Tom Lord listet im Bereich des Jazz (Stand 2016) knapp 300 Coverversionen des Songs. In späteren Jahren wurde er auch von Louis Armstrong, Sweet Emma Barrett, den Swift Jewel Cowboys, Cliff Bruner Lonnie Johnson/Elmer Snowden (1960), Bobby Darin/Johnny Mercer (1961), Oscar Klein sowie von Willie Nelson & Asleep at the Wheel (Willie and the Wheel, 2009) gecovert. Van Morrison zitierte ihn in seinem Song He Ain't Give You None.